# Бессарабка (Роменский район)
Бессарабка (укр. Бессарабка) — село,
Басовский сельский совет,
Роменский район,
Сумская область,
Украина.
Код КОАТУУ — 5924181702. Население по переписи 2001 года составляло 155 человек .

## Географическое положение
Село Бессарабка находится в 2-х км от  правого берега реки Хмелевка.
На расстоянии до 1,5 км расположены сёла Басовка, Заречье, Закроевщина (Недригайловский район) и Корытище (Недригайловский район).

## Происхождение названия
На территории Украины 4 населённых пункта с названием Бессарабка.